# هاتشيؤوجي (طوكيو)

شعار مدينة هاتشيؤوجي

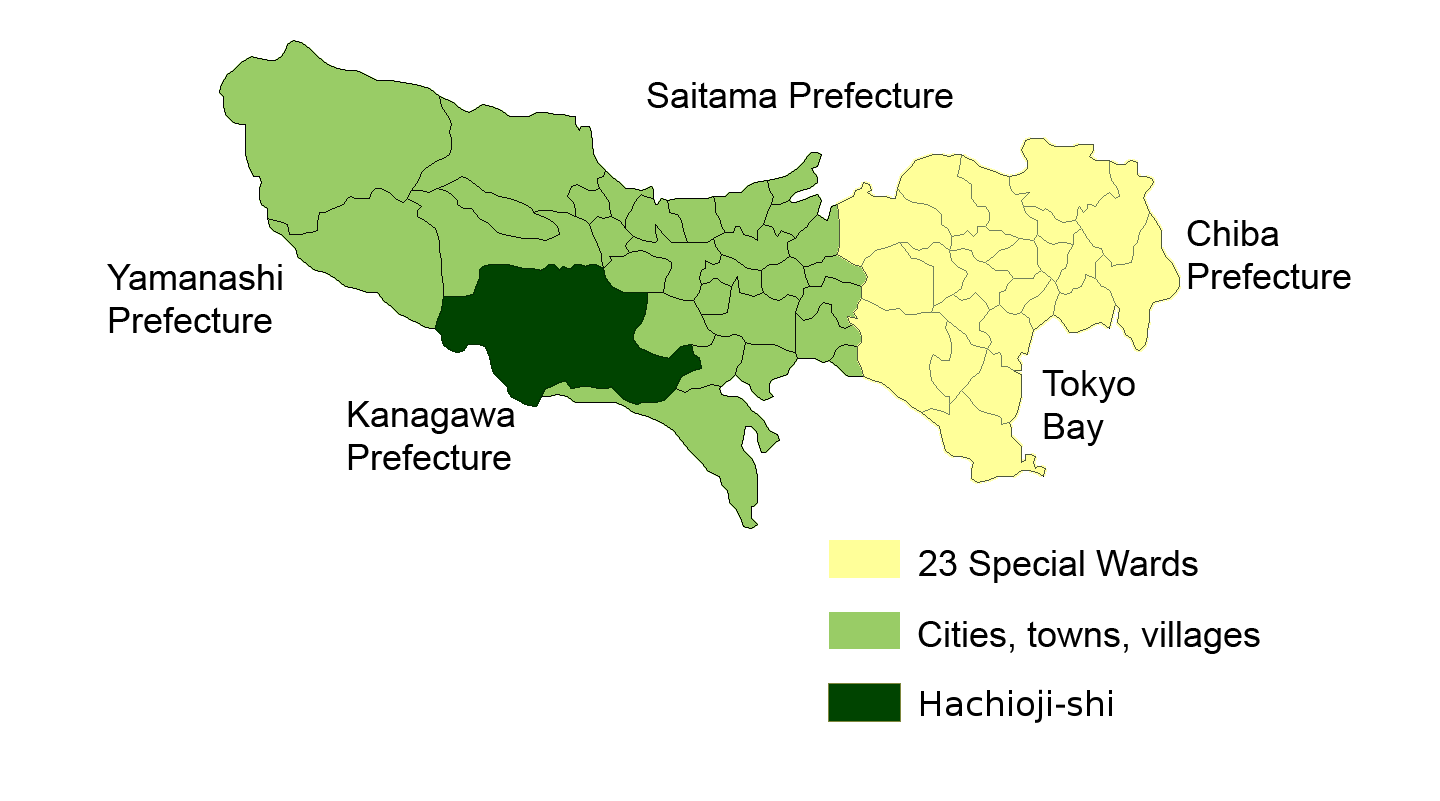
موقع مدينة هاتشيؤوجي ضمن محافظة طوكيو

مدينة هاتشيؤوجي (باليابانية: 八王子市، بالروماجي:  هاتشؤوجي-شي) هي مدينة تقع في غرب محافظة طوكيو، اليابان على بعد 40 كيلومتر من غرب مركز العاصمة طوكيو.
في عام 2007، وصل التعداد السكاني للمدينة إلى 542,712 نسمة. والمساحة الإجمالية 186.31 كم مربع. وهي ثامن أكبر مدينة في طوكيو الكبرى.
يحيط بالمدينة من ثلاث جهات الجبال والتي من أشهرها جبل تاكاو، وهي مفتوحة من الناحية الغربية باتجاه مركز طوكيو.

## المناخ
يظهر الجدول التالي التغييرات المناخية على مدار السنة لهاتشيؤوجي:
| البيانات المناخية لـهاتشيؤوجي                      | البيانات المناخية لـهاتشيؤوجي | البيانات المناخية لـهاتشيؤوجي | البيانات المناخية لـهاتشيؤوجي | البيانات المناخية لـهاتشيؤوجي | البيانات المناخية لـهاتشيؤوجي | البيانات المناخية لـهاتشيؤوجي | البيانات المناخية لـهاتشيؤوجي | البيانات المناخية لـهاتشيؤوجي | البيانات المناخية لـهاتشيؤوجي | البيانات المناخية لـهاتشيؤوجي | البيانات المناخية لـهاتشيؤوجي | البيانات المناخية لـهاتشيؤوجي | البيانات المناخية لـهاتشيؤوجي |
| الشهر                                              | يناير                         | فبراير                        | مارس                          | أبريل                         | مايو                          | يونيو                         | يوليو                         | أغسطس                         | سبتمبر                        | أكتوبر                        | نوفمبر                        | ديسمبر                        | المعدل السنوي                 |
| -------------------------------------------------- | ----------------------------- | ----------------------------- | ----------------------------- | ----------------------------- | ----------------------------- | ----------------------------- | ----------------------------- | ----------------------------- | ----------------------------- | ----------------------------- | ----------------------------- | ----------------------------- | ----------------------------- |
| الدرجة القصوى °م (°ف)                              | 19.9 (67.8)                   | 24.0 (75.2)                   | 25.5 (77.9)                   | 32.2 (90.0)                   | 37.1 (98.8)                   | 35.9 (96.6)                   | 39.0 (102.2)                  | 38.7 (101.7)                  | 39.2 (102.6)                  | 32.1 (89.8)                   | 26.7 (80.1)                   | 26.0 (78.8)                   | 39.2 (102.6)                  |
| متوسط درجة الحرارة الكبرى °م (°ف)                  | 9.2 (48.6)                    | 9.9 (49.8)                    | 13.0 (55.4)                   | 18.9 (66.0)                   | 23.1 (73.6)                   | 25.6 (78.1)                   | 29.5 (85.1)                   | 31.2 (88.2)                   | 26.7 (80.1)                   | 21.2 (70.2)                   | 16.2 (61.2)                   | 11.8 (53.2)                   | 19.7 (67.5)                   |
| المتوسط اليومي °م (°ف)                             | 3.2 (37.8)                    | 4.1 (39.4)                    | 7.5 (45.5)                    | 13.1 (55.6)                   | 17.6 (63.7)                   | 20.9 (69.6)                   | 24.7 (76.5)                   | 26.1 (79.0)                   | 22.2 (72.0)                   | 16.4 (61.5)                   | 10.7 (51.3)                   | 5.7 (42.3)                    | 14.4 (57.9)                   |
| متوسط درجة الحرارة الصغرى °م (°ف)                  | −2.1 (28.2)                   | −1.2 (29.8)                   | 2.2 (36.0)                    | 7.5 (45.5)                    | 12.6 (54.7)                   | 16.9 (62.4)                   | 20.9 (69.6)                   | 22.1 (71.8)                   | 18.5 (65.3)                   | 12.3 (54.1)                   | 6.0 (42.8)                    | 0.5 (32.9)                    | 9.7 (49.5)                    |
| أدنى درجة حرارة °م (°ف)                            | −8.3 (17.1)                   | −8.6 (16.5)                   | −6.3 (20.7)                   | −2 (28)                       | 2.6 (36.7)                    | 10.1 (50.2)                   | 13.3 (55.9)                   | 16.0 (60.8)                   | 7.9 (46.2)                    | 2.4 (36.3)                    | −2.3 (27.9)                   | −6.4 (20.5)                   | −8.6 (16.5)                   |
| الهطول مم (إنش)                                    | 48.3 (1.90)                   | 49.4 (1.94)                   | 103.4 (4.07)                  | 118.2 (4.65)                  | 121.5 (4.78)                  | 167.9 (6.61)                  | 176.0 (6.93)                  | 242.2 (9.54)                  | 256.7 (10.11)                 | 187.7 (7.39)                  | 88.8 (3.50)                   | 45.2 (1.78)                   | 1٬602٫3 (63.08)               |
| متوسط أيام هطول الأمطار (≥ 1.0 mm)                 | 4.5                           | 5.0                           | 9.9                           | 10.1                          | 10.4                          | 12.8                          | 12.4                          | 10.4                          | 12.9                          | 10.3                          | 6.9                           | 4.3                           | 109.9                         |
| ساعات سطوع الشمس الشهرية                           | 190.7                         | 172.1                         | 169.5                         | 175.5                         | 168.7                         | 120.0                         | 141.6                         | 176.5                         | 124.8                         | 134.0                         | 158.5                         | 185.0                         | 1٬917٫7                       |
| المصدر #1: Japan Meteorological Agency             |                               |                               |                               |                               |                               |                               |                               |                               |                               |                               |                               |                               |                               |
| المصدر #2: 観測史上1〜10位の値（年間を通じての値） |                               |                               |                               |                               |                               |                               |                               |                               |                               |                               |                               |                               |                               |

## توأمة
لهاتشيؤوجي (طوكيو) اتفاقيات توأمة مع:
- توماكوماي (10 أغسطس 1973 - )

## معرض صور

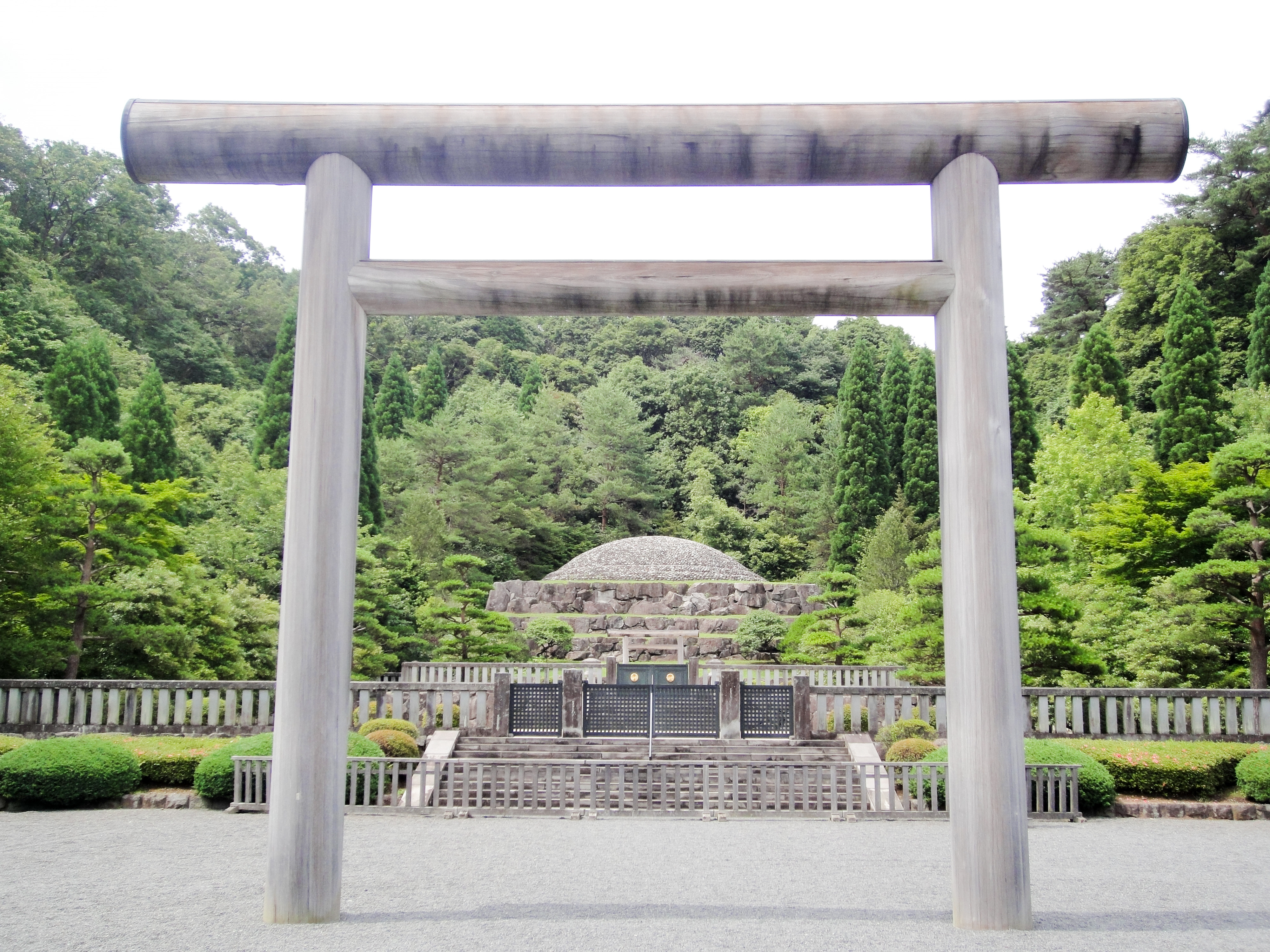
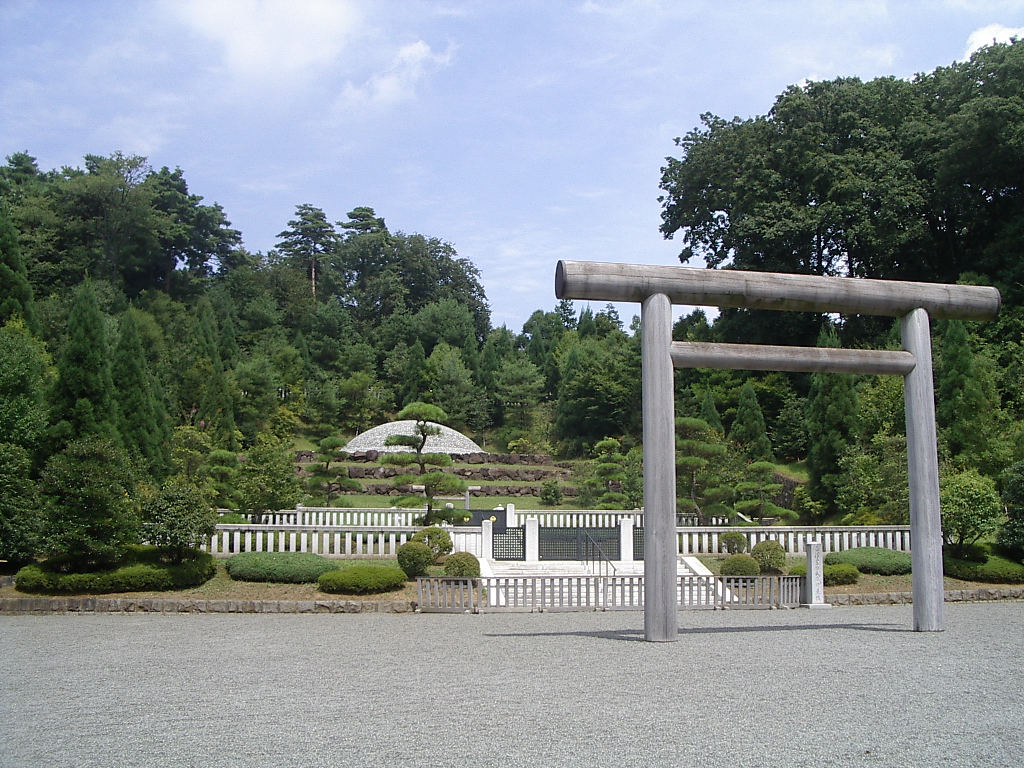
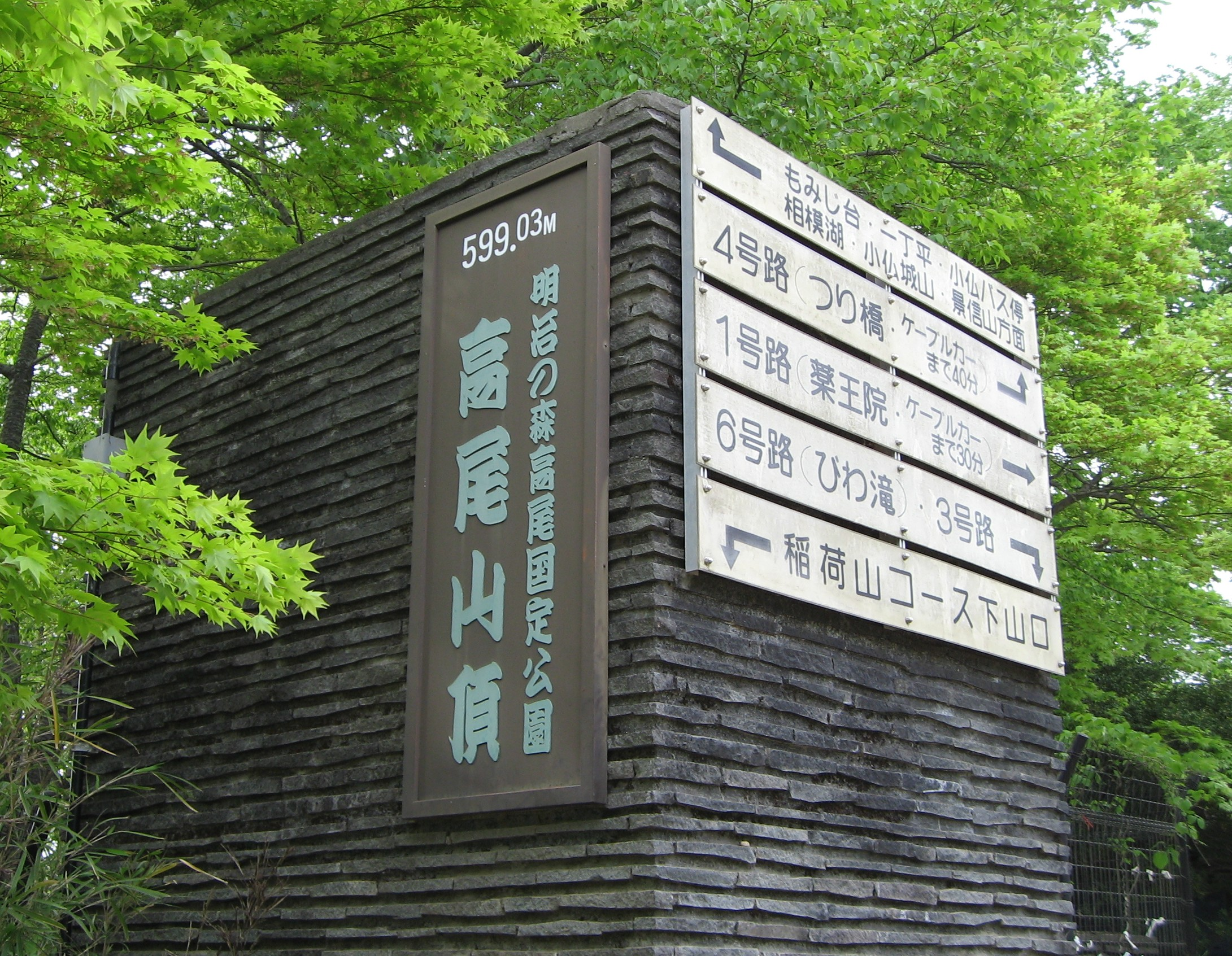

## أعلام
- تاكيشي أونو
- يوسوكي تاناكا
- أيومي هارا
- شويا ناكاجيما
- كازوكي هيراموتو
- مينامي تاكاهاشي

## وصلات خارجية
1. موقع مدينة هاتشيؤوجي باللغة الإنكليزية